# Osella FA1I
Az Osella FA1I egy Formula–1-es versenyautó, melyet az Osella csapat tervezett és versenyeztetett az, az 1987-es Formula–1 világbajnokságban, valamint az 1988-as bajnoki idény első futamán. Az egyetlen elkészült autót 1987-ben Alex Caffi, 1988-ban Nicola Larini vezethette.

## Áttekintés
Pénzhiány miatt ez az autó sem volt teljesen új tervezés, hanem a meglehetősen koros FA1F konstrukció újabb átdolgozása volt, amelynek alapjait az Alfa Romeo 183T képezte. Az Osella csak egy autóval akart nevezni, ezt Caffi vezethette - a második futamtól már két autóval álltak rajthoz, de csak az egyik volt FA1I. Pár megoldást átvett a rövid életű FA1H-ról: rövidebb lett a tengelytáv, és a felfüggesztéseket is átalakították. A fő hangsúly az aerodinamikai problémák kiküszöbölésén volt, és ennek érdekében a csapat végre szélcsatornában is tesztelni tudott.
Miután a Motori Moderni motorjait nem engedhették meg maguknak, maradniuk kellett a V8-as Alfa Romeo turbómotoroknál. Ezek gyengébbek voltak, mint a riválisoké, viszont sokat fogyasztottak és megbízhatatlanok is voltak. Ráadásul az Alfa Romeo kivonult a Formula–1-ből, és az Osella maradt az egyedüli motorpartnere, miután a Ligier csapattal nem jött létre a megállapodás az új, 415T kódnevű soros négyhengeres turbómotor tesztelésével kapcsolatosan.
A magas üzemanyagfogyasztás és az újonnan bevezetett üzemanyaglimit miatt még ezeknek a motoroknak a teljesítményt is le kellett tekerni a turbónyomás csökkentésével. Ez azt jelentette, hogy időmérő edzéseken 820, futamokon kb. 750 lóerőt tudtak, ami kevés volt a riválisokhoz képest. Még ennek ellenére is rendszeresen előfordult futamokon, hogy kifogyott a benzin, és ez rengeteg kieséssel járt együtt. Caffi két futamra nem tudott kvalifikálni, a többiről kiesett, Imolában pedig csak azért rangsorolták tizenkettedikként, mert öt körrel a leintés vége előtt fogyott el az üzemanyaga.
1988-ban a szezonnyitó brazil nagydíjon elvileg Nicola Larini vezette volna a már fekete-sárgára átfestett autót, csakhogy nem tudott kvalifikálni.

## Eredmények
| Év   | Csapat               | Motor           | Gumik | Pilóták       | 1   | 2   | 3   | 4   | 5   | 6   | 7   | 8   | 9   | 10  | 11  | 12  | 13  | 14  | 15  | 16  | Pontok | Helyezés |
| ---- | -------------------- | --------------- | ----- | ------------- | --- | --- | --- | --- | --- | --- | --- | --- | --- | --- | --- | --- | --- | --- | --- | --- | ------ | -------- |
| 1987 | Landis & Gyr Osella  | Alfa Romeo 890T | G     |               | BRA | SMR | BEL | MON | DET | FRA | GBR | GER | HUN | AUT | ITA | POR | ESP | MEX | JPN | AUS |        |          |
| 1987 | Landis & Gyr Osella  | Alfa Romeo 890T | G     | Alex Caffi    | KI  | 12  | KI  | KI  | KI  | KI  | KI  | KI  | KI  | KI  | KI  | KI  | NK  | KI  | KI  | NK  | 0      | -        |
| 1988 | Osella Squadra Corse | Alfa Romeo 890T | G     |               | BRA | SMR | MON | MEX | CAN | DET | FRA | GBR | GER | HUN | BEL | ITA | POR | ESP | JPN | AUS |        |          |
| 1988 | Osella Squadra Corse | Alfa Romeo 890T | G     | Nicola Larini | NK  |     |     |     |     |     |     |     |     |     |     |     |     |     |     |     | 0      | -        |

## Forráshivatkozások
1. 1 2  Tíz év küzdelem – az Osella-sztori (magyar nyelven). Napi F1 sztori, 2022. január 29. (Hozzáférés: 2025. február 2.)